# Basilica di San Martino e Santa Maria Assunta
La basilica di San Martino e Santa Maria Assunta è la chiesa parrocchiale principale della città di Treviglio, in provincia di Bergamo e arcidiocesi di Milano.
La chiesa si trova nella piazza centrale della città, di fronte al palazzo comunale. Fu restaurata e ammodernata più volte, così che risulta una fusione di diversi stili. Nel giugno del 1951 papa Pio XII la elevò alla dignità di basilica minore.

## Storia
La basilica fu edificata nel 1008 dove sorgeva la chiesa longobarda del Salvatore e dell'Assunta costruita nel V secolo, e subì diversi interventi di ampliamento nel corso dei secoli successivi. L'antico edificio era rivolto verso nord/sud, era di piccole dimensioni e occupava lo spazio dove poi fu edificata l'abside della nuova chiesa che fu intitolata a san Martino di Tours.
Il campanile della basilica fu innalzato attorno al 1000 come torre civica, in stile romanico, e annesso all'edificio sacro solo nel 1482. L'altezza della costruzione fu a lungo tema di discordia con la vicina città di Caravaggio, che si fregiava di un campanile più alto.
Nel 1482 la chiesa venne rimodellata secondo i dettami dello stile gotico lombardo di cui sono visibili alcuni affreschi nella Cappella Gotica a sinistra dell'entrata.

## Descrizione

### Esterno
La chiesa si presenta con il classico orientamento est/ovest. La facciata, che è divisa su due ordini in tardo barocco, fu realizzata su progetto di Giovanni Ruggeri nel 1740.. Il bel portale del Cinquecento è in stile rinascimentale e termina con la cornice che contiene la statua di san Martino di Tours a cui l'edificio è intitolato, ed è opera di Antonio Maria Pirovano così come le due statue poste nelle nicchie laterali raffiguranti san Giovanni Nepomuceno e san Francesco Saverio. Nell'ordine superiore vi sono le statue dei santi Ambrogio e Carlo, entrambi vescovi di Milano. La facciata culmina con le statue dei santi Felice, di cui si conservano le reliquie all'interno e san Gregorio Magno.

### Interno
L'interno si sviluppa su tre navate e custodisce una tra le più importanti opere del rinascimento lombardo, il polittico di Bernardo Zenale e Bernardino Butinone, realizzato tra il 1485 e il 1505. Terminato dopo circa vent'anni di lavoro fu posto sull'altar maggiore dove rimase fino ai lavori di ristrutturazione dell'altare stesso, in stile neoclassico, a opera di Pietro Pestagalli 1830.
Altre opere di notevole interesse sono: le grandi tele raffiguranti L'ultima cena, La discesa della manna e Le nozze mistiche di Santa Caterina di Gian Paolo Cavagna, che dipinse anche le scene a fresco sulla volta della navata, lavorate con il figlio Francesco che dipinse le tre tele Storie di David presenti sul parapetto della cantoria.
I grandi teleri con le storie di san Martino, posizionati sotto la volta della navata dopo la ristrutturazione settecentesca a opera dei fratelli Galliari, sono di Giovanni Stefano Danedi detto Montalto;
L'Assunzione (ora collocata nell'ambulacro dietro l'altra maggiore) e l'Annunciazione (nella Cappelle delle Reliquie) di Camillo Procaccini.
Il San Girolamo nell'ambulacro dietro l'altare è del Genovesino.
Lo spettacolare gioco scenografico di prospettive trompe-l'œil sulla volta della chiesa è opera dei Fratelli Galliari celebri scenografi attivi anche nel Teatro alla Scala di Milano
Gli affreschi sulla volta con L'Assunta e san Martino sono invece di Federico Ferrario.
Di notevole fattura è il Presepe ligneo intagliato da Giovanni Angelo Del Maino intorno al 1515 e custodito nella sagrestia.
Altre tele sono di Nicola Moietta, di Antonio Molinari e di Giovanni Stefano Manetta.